# Elwood Henneman
Elwood Henneman (* 22. Dezember 1915 in Washington, D.C.; † 22. Februar 1996) war ein US-amerikanischer Neurophysiologe.

## Leben
Henneman erhielt seinen Bachelor-Abschluss am Harvard College 1937. 1943 beendete er sein Medizinstudium an der McGill University in Montreal. 1949 erhielt er ein Guggenheim-Stipendium für die Erforschung der Übertragung von Nervenimpulsen im Gehirn.
Nach einem Forschungsaufenthalt an der Johns-Hopkins-Universität konnte er mit seinem dortigen Mitarbeiter Vernon Mountcastle zeigen, dass der Körper mit seinen Gliedmaßen in der Großhirnrinde (Ventrolateraler Thalamus) repräsentiert ist (Homunculus). Weitere Forschungsarbeiten am Royal Victorian Hospital und am Illinois Neuropsychiatrischen Institut in Chicago folgten. Dort machte er eine seiner bedeutendsten Entdeckungen. Er konnte nachweisen, dass das Medikament Mephenesin Interneurone inhibiert und daher zur Muskelentspannung führt. Diese Erkenntnis war hilfreich bei der Entwicklung von Beruhigungsmitteln.
Ebenfalls von großer Bedeutung für die Scientific Community war Hennemans Beschreibung des Motoneurons. Die Ergebnisse seiner Experimente fasste er 1957 unter dem nach ihm benannten „Henneman size principle“ (Hennemansches Prinzip) zusammen, nach dem Motoneurone auf der Grundlage ihrer Größe rekrutiert werden.
1971 wurde Henneman Vorsitzender des Instituts für Physiologie an der Harvard University. Dieses Amt bekleidete er bis zu seinem Ruhestand 1984. Er wurde 1977 zum Mitglied der American Academy of Arts and Sciences gewählt.
Elwood Henneman starb 1996 aufgrund von Kreislaufversagen im Alter von 80 Jahren.